# 桜ナイトフィーバー/チョット愚直に!猪突猛進/押忍!こぶし魂
「桜ナイトフィーバー/チョット愚直に!猪突猛進/押忍!こぶし魂」（さくらナイトフィーバー/チョットぐちょくに!ちょとつもうしん/おす!こぶしだましい）は、2016年2月17日にアップフロントワークス（zetimaレーベル）から発売されたこぶしファクトリーの2枚目のメジャーシングル。同日、mora（レーベルゲート）にて48kHz/24bitによるハイレゾ版（ファイル形式はFLAC）を含むダウンロードシングルとしても同時配信された。

## 概要・解説
桜ナイトフィーバー
- 2015年2月25日リリースのKANのシングル「桜ナイトフィーバー」をダンス☆マンがアレンジし、こぶしファクトリーがカバーしたもの。
- 2015年3月にパシフィコ横浜で開催された『Hello! Project ひなフェス 2015 〜満開! The Girls' Festival〜』にて、当時のハロー!プロジェクト全員で同楽曲を歌唱した際もダンス☆マンがアレンジを行ったが、今作はまた改めてアレンジし直している。ハロプロバージョンは華やかなディスコサウンドを強調しているのに対し、こぶしファクトリーバージョンはボーカルのパワフルさを意識した力強いバックトラックとなっている[4]。

チョット愚直に!猪突猛進
- 同作品のリリースから2年後の2018年9月10日、YouTubeチャンネル『OMAKE CHANNEL』にて同楽曲のアカペラバージョンを公開[5]。同年12月に30万回再生を達成した[6]。

## リリース
初回生産限定盤A・B・C、通常盤A・B・Cの6形態での発売。初回生産限定盤はCD+DVD、通常盤はCDのみの商品構成。初回生産限定盤のみ、イベント抽選シリアルナンバーカードが封入されている。通常盤の初回仕様のみ、トレカサイズ生写真ソロ8種+集合1種よりランダムにて1枚封入（通常盤Aは「桜ナイトフィーバー」Ver.、通常盤Bは「チョット愚直に!猪突猛進」Ver.、通常盤Cは「押忍!こぶし魂」Ver.）。

## チャート成績
初週3.4万枚を売り上げて2016年2月29日付週間シングルランキング（集計期間：2月15日-21日）で自身初の首位。

## 収録曲
| #  | タイトル                                  | 作詞       | 作曲       | 編曲        | 時間 |
| -- | ----------------------------------------- | ---------- | ---------- | ----------- | ---- |
| 1. | 「桜ナイトフィーバー」                    | KAN        | KAN        | ダンス☆マン | 5:04 |
| 2. | 「チョット愚直に!猪突猛進」               | 前山田健一 | 前山田健一 | 鈴木俊介    | 3:53 |
| 3. | 「押忍!こぶし魂」                         | 星部ショウ | 星部ショウ | 平田祥一郎  | 3:26 |
| 4. | 「桜ナイトフィーバー」(Instrumental)      |            |            |             | 5:04 |
| 5. | 「チョット愚直に!猪突猛進」(Instrumental) |            |            |             | 3:53 |
| 6. | 「押忍!こぶし魂」(Instrumental)           |            |            |             | 3:26 |

| #  | タイトル                                | 作詞 | 作曲・編曲 | 時間 |
| -- | --------------------------------------- | ---- | ---------- | ---- |
| 1. | 「桜ナイトフィーバー」(フィーバー Ver.) |      |            | 5:26 |

| #  | タイトル                                 | 作詞 | 作曲・編曲 | 時間 |
| -- | ---------------------------------------- | ---- | ---------- | ---- |
| 1. | 「チョット愚直に!猪突猛進」(Music Video) |      |            | 5:35 |

| #  | タイトル                       | 作詞 | 作曲・編曲 | 時間 |
| -- | ------------------------------ | ---- | ---------- | ---- |
| 1. | 「押忍!こぶし魂」(Music Video) |      |            | 4:06 |

## リリース日一覧
| 地域 | リリース日    | レーベル              | 規格                                              | カタログ番号                    |
| ---- | ------------- | --------------------- | ------------------------------------------------- | ------------------------------- |
| 日本 | 2016年2月17日 | zetima/UP-FRONT WORKS | マキシシングル+DVD                                | EPCE-7185/86（初回生産限定盤A） |
| 日本 | 2016年2月17日 | zetima/UP-FRONT WORKS | マキシシングル+DVD                                | EPCE-7187/88（初回生産限定盤B） |
| 日本 | 2016年2月17日 | zetima/UP-FRONT WORKS | マキシシングル+DVD                                | EPCE-7189/90（初回生産限定盤C） |
| 日本 | 2016年2月17日 | zetima/UP-FRONT WORKS | マキシシングル                                    | EPCE-7191（通常盤A）            |
| 日本 | 2016年2月17日 | zetima/UP-FRONT WORKS | マキシシングル                                    | EPCE-7192（通常盤B）            |
| 日本 | 2016年2月17日 | zetima/UP-FRONT WORKS | マキシシングル                                    | EPCE-7193（通常盤C）            |
| 日本 | 2016年2月17日 | zetima/UP-FRONT WORKS | ダウンロードシングル （LC-AAC）                   | EPCE-7191                       |
| 日本 | 2016年2月17日 | zetima/UP-FRONT WORKS | ハイレゾダウンロードシングル （FLAC 48kHz/24bit） | EPCE-7191-HR                    |

## 参加ミュージシャン
桜ナイトフィーバー
- プログラミング&ベース&コーラス：DANCE☆MAN
- ギター：JUMP MAN
- コーラス：こぶしファクトリー・M!ho
- ボイス：UFフィーバー's

チョット愚直に!猪突猛進
- プログラミング&ギター：鈴木俊介
- ベース：小松秀行
- ハモンドB-3オルガン：河合代介
- テナー&バリトンサックス：竹上良成
- トランペット：鈴木正則
- トロンボーン：佐藤洋樹
- コーラス：船生浩美・山尾正人

押忍!こぶし魂
- プログラミング：平田祥一郎
- ファンキーカッティングギター：土肥真生
- エキサイティングロックギター：朝井泰生
- コーラス：船生浩美・山尾正人
- ボイス：UF押忍's

## カバー
チョット愚直に!猪突猛進
- サリー久保田グループ feat. 平山みき - トリビュートアルバム『シューティング スター』（2024年11月11日発売）に収録。